# New Group

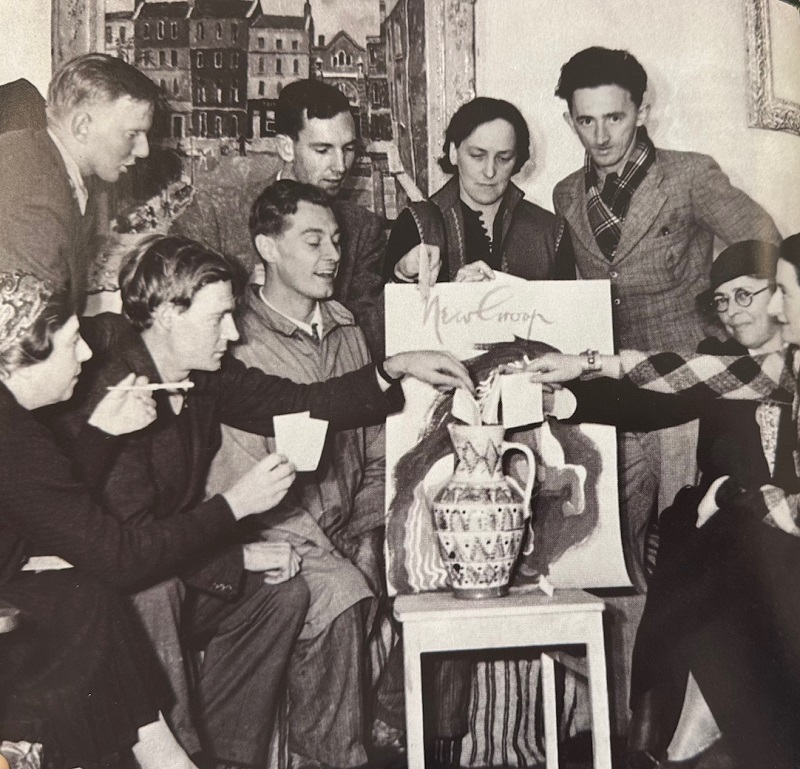
New Group bei den ersten Mitgliederwahlen im Jahr 1938

New Group war ein 1937 gegründetes südafrikanisches Künstlerkollektiv, das bis 1953 bestand.

## Geschichte
Gegründet von einer Gruppe junger Künstler, die aus Europa zurückgekehrt waren, wollten sie die konservative Kunstszene in Südafrika herausfordern, insbesondere die vorherrschende Kunst, die von der South African Society of Artists gefördert wurde.
Die New Group, die sich vor allem um die Verbesserung der Arbeitsbedingungen und des Status der lokalen Künstler bemühte, ergriff Initiativen zur finanziellen Unterstützung von Künstlern, zur Gründung von Kooperativen für den Import erschwinglicher Materialien und zur Organisation nationaler Ausstellungen.
Zu den Gründungsmitgliedern gehörten Gregoire Boonzaaier, der als erster Präsident der Gruppe fungierte, sowie Lippy Lipshitz, Frieda Lock, Cecil Higgs und Terence McCaw. Um ihren Wirkungskreis zu erweitern, lud die Gruppe auch Künstler aus Transvaal ein, eine Aufgabe, die Walter Battiss übernahm. Die Mitgliedschaft in der New Group war exklusiv und nur auf Einladung möglich. Die erste Ausstellung der Gruppe fand am 4. Mai 1938 in Kapstadt statt, an der 17 Künstler teilnahmen. Sie zog mehr als tausend Besucher an und umfasste auch Vorträge während der Mittagspause. Zu den prominenten Vertretern der New Group gehörten Alexis Preller, Francois Krige, Neville Lewis, Eleanor Esmonde-White und Erik Laubscher. Vor allem die Arbeiten von Alexis Preller wurden wegen  ihres „modernistischen“ Stils kritisiert.
Die Gruppe wurde schnell zu einer der einflussreichsten Kunstorganisationen Südafrikas und organisierte in den folgenden 15 Jahren regelmäßig Ausstellungen im ganzen Land. Durch diese Ausstellungen machte die New Group die Öffentlichkeit mit moderner und avantgardistischer Kunst vertraut, die in scharfem Kontrast zu der traditionelleren Kunst stand, die üblicherweise gezeigt wurde. Sie förderte auch das einzigartige Konzept der art by barter (Tauschkunst), bei dem Künstler Kunstwerke gegen Waren und Dienstleistungen eintauschen konnten. So tauschte Lippy Lipshitz seine Kunst gegen Klavierstunden für seine Tochter, während Neville Lewis ein Gemälde gegen zehn Kisten Whisky eintauschte.
Die Ausstellungen der New Group lösten häufig Kontroversen aus, da sie einige der progressivsten Kunstwerke des Landes zeigten. Ein Vorfall, bei dem ein Gemälde von Cecil Higgs gewaltsam aus einer Ausstellung in der Bibliothek der Universität Stellenbosch entfernt wurde, zeigt, dass die Gruppe mit konservativen Normen in Konflikt geriet. 1947 erlangte die Gruppe nationale Anerkennung, als sie von der südafrikanischen Regierung ausgewählt wurde, um die besten Maler und Bildhauer des Landes zu repräsentieren. Die Werke der Mitglieder der New Group wurden anschließend vom Department of State Information für internationale Ausstellungen ausgewählt.
Nach dem Zweiten Weltkrieg wurden die gemeinsamen Bemühungen der New Group zunehmend formalisiert, was zu ihrer allmählichen Institutionalisierung führte. Im Jahr 1953 organisierte die Gruppe ihre letzte Ausstellung in Kapstadt, bevor sie sich auflöste und damit eine einflussreiche Ära in der südafrikanischen Kunstgeschichte endete.
Die Bedeutung der Künstler der New Group  wird auch durch ihre internationale Anerkennung unterstrichen, da viele von ihnen im Laufe ihrer Karriere an renommierten internationalen Kunstausstellungen teilgenommen haben. Die erste Teilnahme des Landes geht auf das Jahr 1950 zurück, als Südafrika sein Debüt auf der Biennale von Venedig gab und in den Auslandshallen des zentralen Biennale-Pavillons ausstellte. Künstler wie Walter Battiss, Alexis Preller, Irma Stern, Maud Sumner, Sydney Kumalo und Maurice Van Essche vertraten Südafrika bei diesem historischen Ereignis. Insbesondere Irma Stern stellte während der gesamten 1950er Jahre in Venedig aus. Erwähnenswert ist auch die Teilnahme von Alexis Preller an der Biennale von São Paulo 1973, wo sein Werk Adam großen Anklang fand und die Präsenz Südafrikas in der internationalen Kunstszene weiter festigte.